# Ciné FX
 (juillet 2018).
Si vous disposez d'ouvrages ou d'articles de référence ou si vous connaissez des sites web de qualité traitant du thème abordé ici, merci de compléter l'article en donnant les références utiles à sa vérifiabilité et en les liant à la section « Notes et références ».
Ciné FX est une chaîne de télévision thématique française produite et éditée par AB Groupe, ayant émis entre 2002 et 2018.

## Historique de la chaîne
À l'origine en 1996, le bouquet cinéma du groupe AB comporte cinq chaînes mais aucune n'est consacrée aux films fantastiques et de science-fiction. 
Lors de la refonte de l'offre cinéma le 15 septembre 2002 par Laurent Zameczkowski, le bouquet se nomme Cinébox et comprend en plus Ciné FX, ayant été créée par ce dernier et Pascal Goubereau.
Plus tard, le bouquet cinéma se nommera Cinérama chez certains distributeurs et comprendra cette chaîne ainsi qu'Action et Ciné Polar (et auparavant Ciné First et Ciné Pop jusqu'à leur arrêt de diffusion).
Le 13 mai 2014, la chaîne passa en haute définition sur le bouquet Canalsat. La chaîne ne fut désormais plus diffusée, en définition standard, à partir de cette date sur Astra 19.2°E.
Canalsat annonça le retrait de la chaîne de ses offres ADSL et satellite au 1er juillet 2015.
Le 20 novembre 2015, la chaîne fut retirée de l'offre de la TV d'Orange.
Le 6 décembre 2016, Ciné FX et Polar furent remplacés par Paramount Channel et Crime District dans l'offre Cinérama de Bis Télévisions.
L'arrêt de Polar et Ciné FX fut programmé pour le 30 avril 2018, mais continuèrent un petit temps leur diffusion. Elles furent retirées de Bouygues Télécom et Numéricable-SFR peu après mais continuèrent sur Free  jusqu'au 31 juillet 2018.
Ciné FX resta en diffusion sur la Freebox jusqu'au 31 juillet 2018, aux côtés de Polar qui se fit remplacer par Crime District.

## Identité visuelle (logo)
Le 1er août 2013, la chaîne changea d'identité visuelle. La couleur du logo est déclinable selon la thématique diffusée : le rouge est utilisé pour les genres Psycho-killer et Extrême FX, le marron est réservé au genre Monstres, le violet pour les Malédictions tandis que le vert vif est visible lors de la diffusion de programme du genre « Avenir du futur » et « Envahisseurs de l'espace ».

Logo du 15 septembre 2002 au 1er août 2013
Logo depuis le 1er août 2013 au 31 juillet 2018.

## Programmation
La programmation comprend des films de science fiction, mais aussi des films fantastiques, d'horreur ou d'épouvante des années 1950 à nos jours en ne négligeant aucun sous-genre, l'éventail de la programmation va du classique Planète interdite, en passant par les réalisations de Roger Corman, Mario Bava, ou de studios comme Troma ou Haxan, jusqu'à des films plus aboutis tel 2001, l'Odyssée de l'espace.

## Dirigeants
PrésidentJean-Michel Fava[précision nécessaire]
Directeur des programmesRichard Maroko[précision nécessaire]

## Diffusion
Chaîne diffusée à l'origine uniquement sur AB Sat et en option sur Canalsat, elle fut ensuite disponible moyennant un abonnement à l'offre cinéma d'AB sur l'ensemble des réseaux des cablo-opérateurs, de l'ADSL, OTT sur l'offre Réglo télévision et sur les bouquets satellites Bis Télévisions, Orange, TéléSAT. La chaine fut diffusée sur Numéricable, Free et dans les offres SFR.